# Proyección paralela

En geometría euclidiana, la proyección paralela es un sistema de representación gráfica para trasponer un objeto tridimensional a un dibujo bidimensional en un plano, llamado plano de proyección. Consiste en proyectar puntos del espacio contra el plano de proyección mediante haces de rectas siempre paralelas entre sí.
Esta técnica de representación gráfica se utiliza en diseños de ingeniería y arquitectura ya que su principal ventaja es que mantiene las proporciones relativas de lo representado y se puede medir sobre él directamente. De esta manera se puede reconstruir el objeto fácilmente a partir de representaciones concretas.

## Tipos de proyección paralela
- Ortogonal: La dirección de proyección es perpendicular al plano de proyección.
  - Paralela a la normal a un plano principal del objeto representado (planta, perfil, alzado).
  - Axonométrica: el plano de proyección no es normal a un eje principal, por lo que el objeto se ve en escorzo.
- Oblicua: La dirección de proyección no es normal al plano de proyección.